# Fancy
Fancy, właśc. Manfred Alois Segieth (ur. 7 lipca 1946 w Monachium) – niemiecko–hiszpański muzyk, piosenkarz i producent muzyczny działający pod pseudonimem Tess. W latach 80. odniósł międzynarodowy sukces wydając różne hity euro disco m.in. Slice Me Nice, Bolero, Lady of Ice czy Flames of Love.

## Życiorys
W wieku dwunastu lat zaczął grać na gitarze. Początkowo chciał zostać mnichem. Uczęszczał do szkoły średniej w Dillingen an der Donau i mieszkał w tym czasie w klasztornej szkole z internatem. Jeszcze w szkole grał w zespole Mountain Shadows, z którym wykonywał covery utworów Cliffa Richarda. Po ukończeniu szkoły średniej Fancy powrócił do Monachium, aby kontynuować tworzenie muzyki. W latach 70. pracował w wydawnictwach muzycznych, gdzie spotkał Franka Fariana.
W latach 70. nagrywał niemieckie hity jako producent, aranżer, kompozytor i piosenkarz pod pseudonimem Tess Teiges. Pracował także nad wyposażeniem i dekoracjami barów i dyskotek. Występował jako parodysta i magik w rewii La Grande Revue - Sandy, Mandy & Tess. Pracował jako producent dla Hansa Records, pod pseudonimem Tess, w tym dla duetu Slip nagrał „Harmony”, piosenkę Giorgio Morodera. 
W 1984 osiągnął komercyjny przełom dzięki singlowi „Slice Me Nice”, który według jego własnego oświadczenia został zainspirowany utworem Divine’a „Shoot Your Shot”. W 1986 Fancy wyprodukował także cover „Shoot Your Shot” pod nazwą „Ringo”. Piosenkę „Slice Me Nice” wykonał w dramacie biograficznym Anglik w Nowym Jorku (An Englishman in New York, 2009) z Johnem Hurtem. 
Wraz z kolejnymi wydawnictwami, takimi jak „Chinese Eyes” i „Get Lost Tonight” czy „L.A.D.Y.O.” ukształtował swój własny styl muzyczny. W 1985 Fancy był jedynym niemieckim piosenkarzem popowym i producentem, który co roku znalazł się w pierwszej dziesiątce amerykańskich list przebojów Billboard Dance: Top Ten Of The Year 1985 z „Chinese Eyes” i „Come Inside” dzięki przebojowemu singlowi „Bolero”, na którym znalazł się w pierwszej dziesiątce w Skandynawii, Holandii, Belgii, Francji i innych krajach europejskich. Jego debiutancki album studyjny Get Your Kicks, wydany w 1985 przez Metronome Records osiągnął status złotej płyty. 
Skomponował także muzykę do filmu Cemil (1985) i zagrał postać pracownika zakładu pogrzebowego w komedii kryminalnej Ein Callgirl für Geister (2020). 
Kolejnych dziewięć jego singli znalazło się na pierwszych 10 i 20 pierwszych miejscach list przebojów Media Control Singles Chart, dotyczyło to głównie niemieckich list przebojów od połowy do końca lat 80. W 1985 wystąpił po raz pierwszy we francuskiej telewizji oraz odbył trasę koncertową w Stanach Zjednoczonych. Singel „Bolero” odniósł sukces w Hiszpanii. Jego największe międzynarodowe sukcesy przyniosły „Lady of ICE” w 1986 i najwyższy hit na listach przebojów „Flames of Love” w 1988. Jego płyta Best Of Fancy (1998) znalazła się na listach przebojów Media-Control-Charts.
W 2000 śpiewając „We Can Move Mountain” wziął udział w eliminacjach do konkursu Piosenki Eurowizji i zajął piąte miejsce.
W 2013 wziął udział w programie reality show Celebrity Big Brother, w którym zajął siódme miejsce.
9 kwietnia 2021 na oficjalnym kanale artysty w serwisie YouTube swoją premierę miało nagranie „I Like Your Smile”, zaś tydzień później, 16 kwietnia 2021, wydano EP I Like Your Smile, zapowiadające nadchodzący album piosenkarza pt. Masquerade (Les Marionnettes), którego premierę zaplanowano na 11 czerwca 2021.
18 listopada 2022 na kanale piosenkarza w serwisie YouTube zaprezentowano teledysk do piosenki „Running Man” (nowa wersja tego utworu z 1989 roku) promujący kolejny album Fancy'ego pt. Diamonds Forever (Part I), którego premiera przypadła na 9 grudnia 2022. Na płycie znalazły się stare przeboje piosenkarza w nowych wersjach.
1 grudnia 2023 premierę miał trzeci (po Masquerade (Les Marionnettes) i Diamonds Forever (Part I)) album piosenkarza we współpracy z Luisem Rodríguezem pt. Viva La Vida.

## Dyskografia

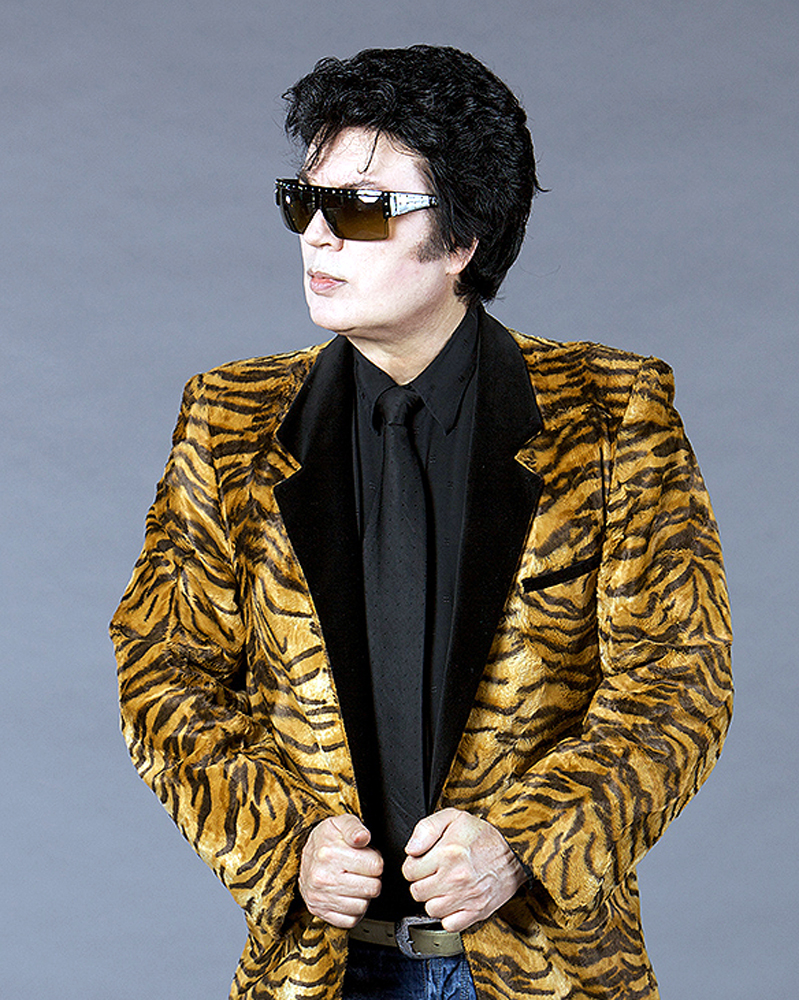
Fancy

### Albumy studyjne
- Get Your Kicks (1985)
- Contact (1986)
- Flames of Love (1988)
- All My Loving (1989)
- Five (1990)
- Six - Deep in My Heart (1991)
- Colours of Life (1996)
- Christmas in Vegas (1996)
- Blue Planet (1998)
- D.I.S.C.O. (1999)
- Strip Down (2000)
- Locomotion (2001)
- Voices from Heaven (2004)
- Forever Magic (2008)
- Masquerade (Les Marionettes) (2021)
- Viva La Vida (2023)

Na podstawie źródła.